# Христо Василев (офицер)
Христо Христов Василев е български офицер, генерал-лейтенант.

## Биография
Роден е на 18 септември 1943 г. във видинското село Търняне. В периода 1992 – 2000 г. е началник на Оперативното управление на Генералния щаб на българската армия. На 11 септември 2000 г. е освободен от кадрова военна служба. Умира на 30 май 2010 г.